# Ludvig Frederik Olesen
Ludvig Frederik Olesen (født 8. januar 1853 på Kabbel ved Lemvig, død 11. april 1916 på Frederiksberg) var en dansk arkitekt, som udførte de fleste af sine værker i samarbejde med O.P. Momme.
Hans forældre var proprietær Jens Christian Mogens Olesen (1813-1887) og Mette Giedde (1819-1894). Han kom i murerlære i København 1870, besøgte Det tekniske Selskabs Skole og Kunstakademiet, hvis klasser han gennemgik fra januar 1873 til den 28. juni 1883, da han fik afgangsbevis som arkitekt. Efter under sin studietid at have arbejdet hos arkitekterne Johan Schrøder, Ludvig Knudsen og Ove Petersen, flyttede han til Aalborg i 1883, og levede der som arkitekt til 1888, men bosatte sig fra den tid i København. Sammen med O.P. Momme, som han fra 1884 til dennes død 1899 var i kompagniskab med, deltog han i konkursen om genopførelsen af Christiansborg (1887 og 1888), og de vandt to præmier.
Olesen var ugift og er begravet på Vestre Kirkegård.

## Værker

### Sammen medO.P. Momme
- Hovedbygning til Sohngårdsholm ved Aalborg (1886)
- Skt. Clemens Kirke, Nykøbing Mors (1890-91)
- Kommuneskole, Nykøbing Mors (1892)
- Hovedvagten og arrestbygning i Aalborg (1890-91, nedrevet)
- Udvidelse af Helsingør Kgl. private Skydeselskab, Sdr. Strandvej/Skydebane Allé, Helsingør (1891)
- Løgstør Kirke (1892-93)
- Valby Præstegård, Søndermarksvej 9, Valby (1893)[1]
- Etageejendommen Sans Souci, Frederiksberg Allé 50-56, Frederiksberg (1893-94, vinduer ændret)
- Aalborg Amts Syge- og Epidemisygehus, Nibe (1895, udvidet af Einar Packness 1923)
- Caroline Smiths Minde, Annebergvej, Aalborg (1895, vinduer ændret)
- Forsørgelses- og tvangsarbejsanstalt i Aalborg (1896)
- Glasmaleri i korets midtvindue, Nyborg Kirke (1896)
- Vesterbrogade 186/Frydendalsvej 32, København (1897)
- Ombygning af kælder, Aalborg Teater, Jernbanegade (1897)
- Ejendommen Købmagergade 54/Landemærket, København (1898)
- Aalborg nye Varieté og Koncertsal, Danmarksgade 43 (1898)
- Villa, Klampenborgvej 50, Klampenborg (1898)
- Vor Frelsers Kirke, Aalborg (1900-02, udvidet 1966-67 af Arne Kjær)
- Desuden flere villaer og byejendomme i Aalborg og København.

Projekter:
- Christiansborg Slot (præmieret 1887, 1888)

### Selvstændige arbejder
- Alterramme, Løgstør Kirke (1907)
- Melholt Kirke (1911)

Filialkirker:
- Dorf Kirke (1899-1900, klokketårn tilbygget 1968)
- Lyngså Kirke (Sankt Pouls Kirke) (1902)
- Hjallerup Kirke (1903)
- Agersted Kirke (1903)
- Badskær Kirke, Hjørring (1909, restaureret 1957)
- Gudumholm Kirke (1909)
- Endvidere flere villaer og ombygning af industribygninger